# Gin no Saji
Gin no Saji (銀の匙), também conhecido como Silver Spoon, é uma série de mangá escrita e ilustrada por Hiromu Arakawa, mais conhecida pelo seu trabalho anterior, 'Fullmetal Alchemist'. 
Situada na fictícia Escola Agrícola Oezo (大虾 夷 农业 高等学校, Ōezo Nogyo Koto Gakko) em Hokkaido, a história retrata a vida diária de Yugo Hachiken, um estudante de Sapporo que, ao contrário de seus colegas de classe, não tem intenção de seguir uma carreira agrícola depois de se formar, mas decidiu estudar lá sob a noção equivocada de que ele poderia ser facilmente o melhor aluno da classe.
Influenciado pela experiência própria da vida de Arakawa, como ela foi criada em uma fazenda em Hokkaido, o mangá foi lançado na edição 19 da revista da Shogakukan Weekly Shōnen Sunday, em 6 de abril, na capa, e não demorou muito para se tornar uma das principais narrativas da revista.
Uma adaptação do anime foi exibida na Fuji TV, durando duas temporadas exibidas entre Julho de 2013 e Março de 2014.
No Brasil, o mangá foi anunciado em 08 de janeiro de 2021 pela Editora JBC em Live no seu canal no Youtube, com previsão de lançamento ainda para o ano de 2021.

## Personagens
Yugo Hachiken (八 轩 勇 吾, Hachiken Yugo)
O protagonista principal, e um menino da cidade de Sapporo. Depois de não conseguir passar nos exames de admissão para a escola de sua preferência, Yugo decide se inscrever em Yezo, sob a crença de que o caminho mais fácil acadêmica iria deixá-lo com mais tempo para se preparar para os exames da faculdade, mas o trabalho duro exigiram durante os cursos agrícolas provaram suas suposições erradas. Devido à educação rígida de seu pai, de alguma forma ele é incapaz de recusar quando alguém precisa de sua ajuda. Apesar de reclamar muito quando acha que as pessoas estão abusando de sua generosidade, Hachiken rapidamente ganha a amizade eo respeito de seus pares. Apenas após a inscrição, Yugo se junta ao clube Equestre, ao longo de seu colega de classe Aki, logo subindo para a posição de vice-presidente, devido à sua natureza sempre confiável. Yugo é geralmente preocupados com o seu futuro, como ao contrário de seus colegas que já têm definidos seus objetivos na vida, ele ainda está se perguntando sobre o que ele deve escolher carreira.
Aki Mikage (御影 アキ, Aki Mikage)
É um primeiro ano que também é membro do clube equestre, e é interessada por Yugo. Sua família é proprietária de uma fazenda de vacas e cavalos, também especializada em levantar Cavalos de Corrida, e ela está estudando para um dia herdar seus negócios. Aki tem sempre uma atitude alegre e positivo, mas geralmente quando alguém erroneamente dá a dica que Yugo pode estar envolvido com outra pessoa, sua mente baias para um instante.
Ichiro Komaba (驹 场 一郎, Komaba Ichirō)
Um dos amigos próximos Yugo e um jogador de beisebol habilidoso que sonha em se tornar um profissional e fazer uso do dinheiro ganho no campeonato para melhorar a fazenda de sua família de laticínios. Ele também é amigo de infância de Aki e ao próximo, e sua proximidade é uma fonte constante de ciúme por Yugo.
Shinnosuke Aikawa (相 川 进 之 介, Aikawa Shinnosuke)
Outro amigo próximo de Yugo, que pretende tornar-se um veterinário, apesar de normalmente ele desmaia ao ver sangue.
Tamako Inada (稲 田 多 摩 子, Inada Tamako)
Um colega de classe rica de Yugo cuja família administra uma fazenda enorme industrial. Normalmente, uma garota obesa, sob a gordura extra que ela esconde uma figura muito bonita que se revela, ocasionalmente, quando ela trabalha muito duro ou fica sozinha em uma dieta rápida. No entanto, ela se sente muito fraco quando ela é mais fina, portanto, não leva muito tempo para ela recuperar todo o peso que tinha anteriormente perdido.
Keiji Tokiwa (常 盘 恵 次, Keiji Tokiwa)
Um amigo próximo de Yugo que tem um talento para colocar-se em apuros devido a sua dificuldade para estudar e seu hábito de pular muito rapidamente para conclusões, para o desgosto de seus amigos. Sua família é proprietária de uma granja.

## Volumes
| N.º | Data de lançamento japonês | ISBN japonês       |
| --- | -------------------------- | ------------------ |
| 1   | 15 de julho de 2011        | 978-4-09-123180-2  |
| 2   | 14 de dezembro de 2011     | 978-4-09-123427-8  |
| 3   | 18 de abril de 2012        | 978-4-09-123653-1  |
| 4   | 18 de julho de 2012        | 978-4-09-123772-9  |
| 5   | 18 de outubro de 2012      | 978-4-09-1-23886-3 |
| 6   | 18 de janeiro de 2013      | 978-4-09-124169-6  |
| 7   | 18 de abril de 2013        | 978-4-09-124285-3  |

## Recepção
Desde do lançamento do seu primeiro volume, Gin no Saji tem sido bem recebida pelos leitores. Tornou-se o título da Shogakukan que mais rápido alcançou um milhão de cópias impressas com o lançamento do 4 volume e ganhou o prêmio Manga Taishō na quinta edição da premiação em 2012 e o 58º Prêmio Shogakukan de Mangá na categoria shōnen.